# Línea Valladolid-Castronuevo del Transporte Metropolitano de Valladolid
La conexión Valladolid-Renedo de Esgueva-Castronuevo de Esgueva de la red del Transporte Metropolitano de Valladolid es un servicio de autobuses interurbanos que cuenta con dos recorridos diferenciados. Es operada por Autodival (Autocares Discrecionales Vallisoletanos) como parte de la concesión VACL-159 de la Junta de Castilla y León.

## Valladolid - Renedo de Esgueva
Las expediciones entre Valladolid y Renedo de Esgueva circulan de lunes a sábados laborables. También dan servicio al complejo deportivo de Fuente la Mora-Pepe Rojo y las urbanizaciones El Cotanillo y Puerta de Casasola.

### Horario
| Día                        | Lugar de salida   | Horas de salida           |
| -------------------------- | ----------------- | ------------------------- |
| Lunes a viernes laborables | Valladolid        | 8:30, 12:00, 15:15, 21:00 |
| Lunes a viernes laborables | Renedo de Esgueva | 7:15, 12:20, 15:35, 21:20 |
| Sábados laborables         | Valladolid        | 14:00                     |
| Sábados laborables         | Renedo de Esgueva | 8:30                      |

### Paradas
| Valladolid - Renedo de Esgueva                   | Valladolid - Renedo de Esgueva               |
| Hacia Renedo de Esgueva                          | Hacia Valladolid                             |
| ------------------------------------------------ | -------------------------------------------- |
| * Estación de autobuses de Valladolid            | Ctra. Villabáñez urb. Puerta de Casasola     |
| * Pza. Colegio de Santa Cruz, 9                  | C/ Teniente Velasco esq. cº Olmos            |
| Ctra. Villabáñez urb. Puerta de Casasola         | Ctra. Valladolid-Tórtoles urb. El Cotanillo  |
| C/ Teniente Velasco fte. cº Olmos                | Ctra. Valladolid-Tórtoles complejo deportivo |
| Ctra. Valladolid-Tórtoles fte. urb. El Cotanillo | C/ Madre de Dios, 15                         |
|                                                  | Pza. San Juan fte. c/ Bautismo               |
|                                                  | * Estación de autobuses de Valladolid        |

- Los servicios de Valladolid de 15:15 y 21:00 salen desde la parada Pza. Colegio de Santa Cruz, 9 en lugar de en la Estación de autobuses.
- El servicio de Renedo de 12:20 se amplía hasta la Estación de autobuses de Valladolid.
- La urbanización Puerta de Casasola no tiene servicio los sábados.

## Valladolid - Castronuevo de Esgueva
Las expediciones entre Valladolid y Castronuevo de Esgueva circulan de lunes a viernes laborables. También dan servicio a Renedo de Esgueva y, en algunos horarios, a las urbanizaciones El Cotanillo y Puerta de Casasola.

### Horario
| Día                        | Lugar de salida        | Horas de salida                        |
| -------------------------- | ---------------------- | -------------------------------------- |
| Lunes a viernes laborables | Valladolid             | 13:30, 19:00, 20:00                    |
| Lunes a viernes laborables | Castronuevo de Esgueva | 8:00, 8:25, 9:25, 10:20*, 17:10, 20:30 |

- El servicio de 10:20 desde Castronuevo solo circula en periodo escolar.

### Paradas
| Valladolid - Renedo de Esgueva - Castronuevo de Esgueva | Valladolid - Renedo de Esgueva - Castronuevo de Esgueva |
| Hacia Castronuevo de Esgueva                            | Hacia Valladolid                                        |
| ------------------------------------------------------- | ------------------------------------------------------- |
| Estación de autobuses de Valladolid                     | Ctra. Cementerio fte. 1                                 |
| Pza. Colegio de Santa Cruz, 9                           | C/ Teniente Velasco esq. cº Olmos                       |
| Ctra. Valladolid-Tórtoles fte. complejo deportivo       | * Ctra. Villabáñez urb. Puerta de Casasola              |
| * Ctra. Valladolid-Tórtoles fte. urb. El Cotanillo      | * Ctra. Valladolid-Tórtoles urb. El Cotanillo           |
| C/ Teniente Velasco fte. Cº Olmos                       | Ctra. Valladolid-Tórtoles complejo deportivo            |
| * Ctra. Villabáñez urb. Puerta de Casasola              | C/ Madre de Dios, 15                                    |
| Ctra. Cementerio fte. 1                                 | Pza. San Juan fte. c/ Bautismo                          |
|                                                         | Estación de autobuses de Valladolid                     |

- La urbanización Puerta de Casasola no tiene servicio en las salidas desde Castronuevo de 8:25 ni 17:10, ni en las salidas desde Valladolid de 13:30 ni 19:00.
- La urbanización El Cotanillo no tiene servicio en las salidas desde Castronuevo de 8:00 ni 9:25, ni en la salida desde Valladolid de 20:00.